# Madurasia undulatovittata
Madurasia undulatovittata – gatunek chrząszcza z rodziny stonkowatych i podrodziny Galerucinae.
Gatunek ten został opisany w 1866 roku przez Wiktora Moczulskiego jako Teinodactyla undulatovittata.
Chrząszcz o ciele długości od 2 do 3 mm i szerokości od 1 do 1,3 mm, brązowym, o zmiennej intensywności ubarwienia. Głowa zwykle ciemniejsza od przedplecza. Człony czułków od trzeciego do szóstego jasnosłomkowobrązowe, a kolejne ciemniejsze. Na wardze górnej osiem porów, ale tylko sześć szczecinek. Wzór z ciemniejszych i jaśniejszych pasów na pokrywach odznacza się dużą zmiennością. Ogólnie spód ciała jaśniejszy niż głowa. Golenie jaśniejsze niż uda. Ostatni widoczny sternit odwłoka u samca niewyraźnie płatkowaty pośrodku krawędzi tylnej. Oglądany z boku edeagus jest silnie zakrzywiony za nasadową połową, ostro zwężony w proksymalnej ⅓ i lekko zakrzywiony u szczytu. W widoku brzusznym jest on najszerszy w proksymalnej ⅓, ostro ku szczytowi zwężony w wierzchołkowej ⅓ i na brzegu bocznym nieco gwałtownie przewężony przedwierzchołkowo; pozbawiony jest wyniesionej listewki charakterystycznej dla podobnego M. andamanica.
Stonkowaty ten żeruje na różnych bobowatych. Podawany z fasoli mugo, fasoli mung, fasoli ryżowej, nikli indyjskiej, soi warzywnej, wspięgi pospolitej i wspięgi wężowatej. Jaja składane są w glebie, w pobliżu korzeni roślin żywicielskich. Pełny cykl rozwojowy trwa od 35 do 48 dni u samców i od 43 do 58 dni u samic. 
Owad znany z Sudanu, Jemenu, Sri Lanki, Nepalu oraz indyjskich stanów: Andhra Pradesh, Bengal Zachodni, Bihar, Gudźarat, Hariana, Karnataka, Kerala, Madhya Pradesh, Maharasztra, Meghalaya, Orisa, Pendżab, Radżastan, Tamilnadu, Uttar Pradesh, Uttarakhand i Nowego Delhi.